# Skisprung-Continental-Cup in Engelberg

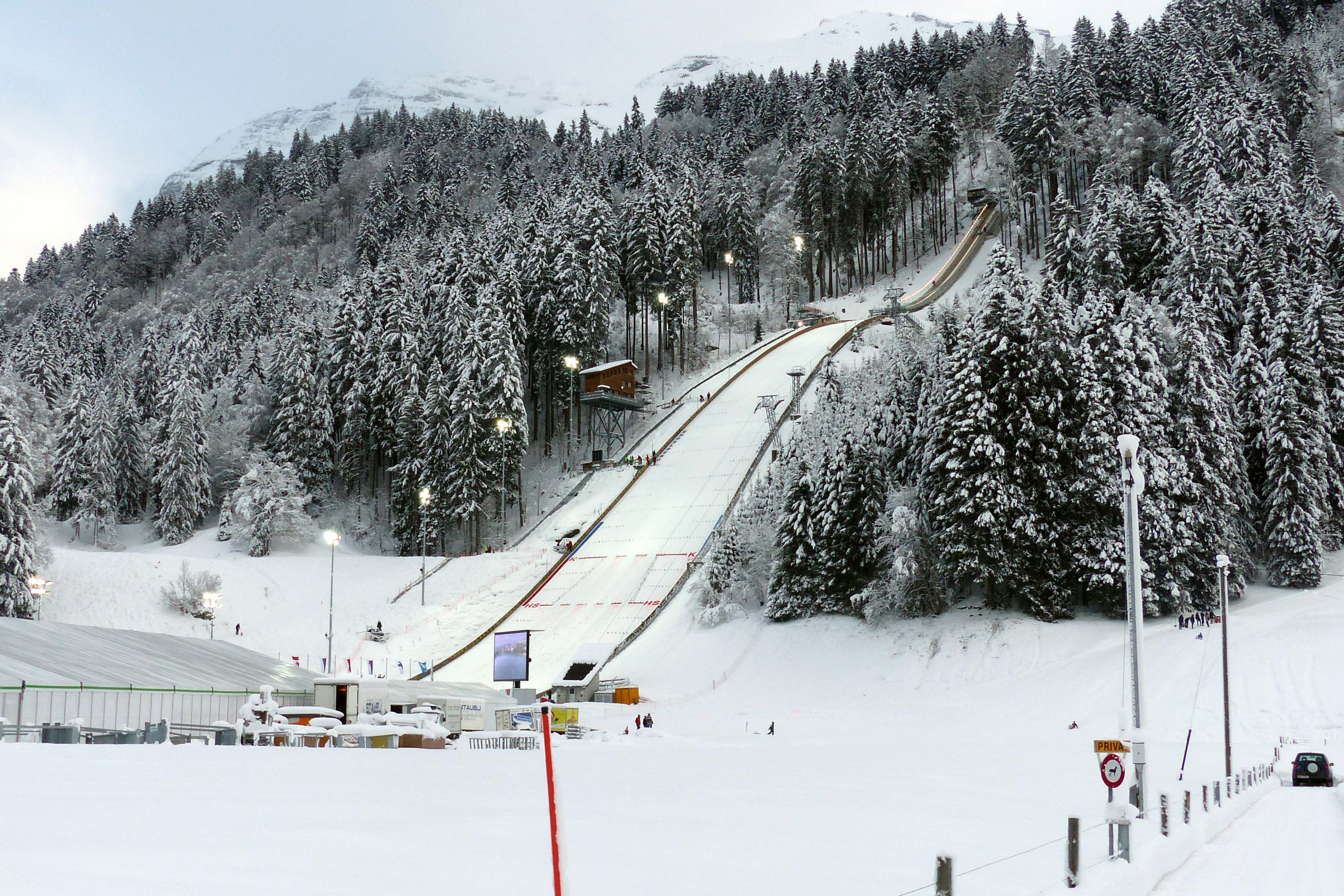
Gross-Titlis-Schanze im Dezember 2017

Der Skisprung-Continental-Cup in Engelberg gehört seit der Saison 1999/2000 zum Skisprung-Continental-Cup. Er wird vom Internationalen Ski-Verband (FIS) und von der Engelberg-Titlis Veranstaltungs GmbH veranstaltet. Die Wettbewerbe finden auf der HS 137 Gross-Titlis-Schanze statt; die Naturschanze liegt fünf Gehminuten vom Dorfzentrum entfernt am Fuße des Titlis. Einige Tage vor Weihnachten findet an gleicher Stelle das Weltcupspringen statt.

## Geschichte
Jedes Land, das Weltcups austrägt, hat auch eine Anzahl an Wettkämpfen im Rahmen des FIS-Continental Cups zu organisieren. Von der Saison 1999/00 bis 2002/03 teilten sich Engelberg und St. Moritz einen Wettkampf. Weil nach 2005/06 kein Continental Cup mehr in St. Moritz ausgetragen wurde, gab es schon ab 2003/04 jeweils zwei Springen in Engelberg. 2000 musste das geplante Continental-Cup-Springen wegen Schneemangels sowie der Wettkampf am 28. Dezember 2003 wegen Sturmböen abgesagt werden. In der Saison 2019/20 mussten die beiden Continental-Cup-Springen aufgrund der schlechten Wettervorhersagen abgesagt werden.

## Ergebnisse
| Auflage | Saison  | Sieger                                             | Zweiter                                            | Dritter                                            |
| ------- | ------- | -------------------------------------------------- | -------------------------------------------------- | -------------------------------------------------- |
| 01      | 1999/00 | Martin Höllwarth                                   | Bruno Reuteler                                     | Dirk Else                                          |
| 02      | 2000/01 | Wegen Schneemangels abgesagt                       | Wegen Schneemangels abgesagt                       | Wegen Schneemangels abgesagt                       |
| 03      | 2001/02 | Morten Solem                                       | Stefan Thurnbichler                                | Teppei Takano                                      |
| 04      | 2002/03 | Stefan Thurnbichler                                | Christian Nagiller                                 | Emmanuel Chedal                                    |
| 05      | 2003/04 | Roland Müller                                      | Stefan Kaiser                                      | Ferdinand Bader                                    |
| 05      | 2003/04 | Wegen Sturmböen abgesagt                           |                                                    |                                                    |
| 06      | 2004/05 | Jure Bogataj                                       | Mathias Hafele                                     | Emmanuel Chedal                                    |
| 06      | 2004/05 | Paweł Urbański                                     | Erik Simon                                         | Lucas Vonlanthen                                   |
| 07      | 2005/06 | Reinhard Schwarzenberger                           | Henning Stensrud                                   | Anders Bardal                                      |
| 07      | 2005/06 | Reinhard Schwarzenberger                           | Henning Stensrud                                   | Anders Bardal                                      |
| 08      | 2006/07 | Andreas Widhölzl                                   | Manuel Fettner                                     | Mario Innauer                                      |
| 08      | 2006/07 | Morten Solem                                       | Mathias Hafele                                     | Kamil Stoch                                        |
| 09      | 2007/08 | Jakub Janda                                        | Bastian Kaltenböck                                 | Jon Aaraas                                         |
| 09      | 2007/08 | Jakub Janda                                        | Stefan Kaiser                                      | Kim René Elverum Sorsell                           |
| 10      | 2008/09 | Sigurd Pettersen                                   | Kenneth Gangnes                                    | Lukáš Hlava                                        |
| 10      | 2008/09 | Sigurd Pettersen                                   | Rok Urbanc                                         | Manuel Fettner                                     |
| 11      | 2009/10 | Maximilian Mechler                                 | Markus Eggenhofer                                  | Anders Bardal                                      |
| 11      | 2009/10 | Michael Hayböck                                    | Antonín Hájek                                      | Markus Eggenhofer                                  |
| 12      | 2010/11 | Olli Muotka                                        | Mario Innauer                                      | Marco Grigoli                                      |
| 12      | 2010/11 | Mario Innauer                                      | Matic Kramaršič                                    | Olli Muotka                                        |
| 13      | 2011/12 | Kenneth Gangnes                                    | Lukáš Hlava                                        | Wolfgang Loitzl                                    |
| 13      | 2011/12 | Kenneth Gangnes                                    | Wolfgang Loitzl                                    | Lukáš Hlava                                        |
| 14      | 2012/13 | Stefan Kraft                                       | Thomas Diethart                                    | Jan Ziobro                                         |
| 14      | 2012/13 | Martin Schmitt                                     | Stefan Hula                                        | Felix Schoft                                       |
| 15      | 2013/14 | Manuel Fettner                                     | Manuel Poppinger                                   | Simon Greiderer                                    |
| 15      | 2013/14 | Manuel Poppinger                                   | Daniel-André Tande                                 | Manuel Fettner                                     |
| 16      | 2014/15 | Rok Justin                                         | Bartłomiej Kłusek                                  | Tom Hilde                                          |
| 16      | 2014/15 | Tom Hilde                                          | Miran Zupančič                                     | Rok Justin                                         |
| 17      | 2015/16 | Clemens Aigner                                     | Dawid Kubacki                                      | Markus Schiffner                                   |
| 17      | 2015/16 | Tom Hilde                                          | Clemens Aigner                                     | Andrzej Stękała                                    |
| 18      | 2016/17 | Halvor Egner Granerud                              | Joakim Aune                                        | Aljaž Osterc                                       |
| 18      | 2016/17 | Daniel Huber                                       | Aljaž Osterc                                       | Joakim Aune                                        |
| 19      | 2017/18 | Jonathan Learoyd                                   | Viktor Polášek                                     | Killian Peier                                      |
| 19      | 2017/18 | Ulrich Wohlgenannt                                 | Tomasz Pilch                                       | Marius Lindvik                                     |
| 20      | 2018/19 | Markus Schiffner                                   | Rok Justin                                         | Nejc Dežman                                        |
| 20      | 2018/19 | Philipp Aschenwald                                 | Anže Lanišek                                       | Markus Schiffner                                   |
| 21      | 2019/20 | Aufgrund der schlechten Wettervorhersagen abgesagt | Aufgrund der schlechten Wettervorhersagen abgesagt | Aufgrund der schlechten Wettervorhersagen abgesagt |
| 21      | 2019/20 | Aufgrund der schlechten Wettervorhersagen abgesagt |                                                    |                                                    |
| 22      | 2020/21 | Jakub Wolny                                        | Tilen Bartol                                       | Gregor Schlierenzauer                              |
| 22      | 2020/21 | Maximilian Steiner                                 | Tilen Bartol                                       | Manuel Fettner                                     |
| 23      | 2021/22 | Benjamin Østvold                                   | Anders Håre                                        | Stefan Rainer                                      |
| 23      | 2021/22 | Sondre Ringen                                      | Clemens Aigner                                     | Michael Hayböck                                    |
| 24      | 2022/23 | Benjamin Østvold                                   | Clemens Aigner                                     | Fredrik Villumstad                                 |
| 24      | 2022/23 | Benjamin Østvold                                   | Sondre Ringen                                      | Clemens Aigner                                     |
| 25      | 2023/24 | Anders Håre                                        | Stephan Embacher                                   | Martin Hamann                                      |
| 25      | 2023/24 | Stephan Embacher                                   | Constantin Schmid                                  | Sindre Ulven Jørgensen                             |